# Gerhard Löwenthal
Gerhard Löwenthal (* 8. Dezember 1922 in Berlin; † 6. Dezember 2002 in Wiesbaden) war ein deutscher Journalist. Bekannt wurde er einer breiteren Öffentlichkeit durch die Leitung und Moderation des ZDF-Magazins in den Jahren 1969 bis 1987.

## Leben

### Jugend und Ausbildung – Holocaust-Überlebender
Löwenthal wurde am 8. Dezember 1922 als Sohn des jüdischen Herrenkonfektionärs Julius Löwenthal in Berlin geboren. Während der Zeit des Nationalsozialismus waren Gerhard Löwenthal und sein Vater zeitweise im Konzentrationslager Sachsenhausen inhaftiert. Seine Großeltern  wurden ins Ghetto Theresienstadt deportiert und in der Shoa ermordet. Durch Glück und verwandtschaftliche Verbindungen der Mutter überlebte er als Mitarbeiter eines kriegswichtigen Optikbetriebes als einer von nur wenigen hundert Berliner Juden das NS-Regime unter dramatischen Umständen bis 1945. Den Einmarsch der Roten Armee empfand er als Befreiung und Rettung. Als ein Soldat der Roten Armee ihn als vermeintlichen SS-Angehörigen erschießen wollte, konnte er durch Singen des Kaddisch seine jüdische Abstammung glaubhaft machen.

### Journalist in Berlin
1946 begann Löwenthal ein Medizinstudium an der Friedrich-Wilhelms-Universität zu Berlin und arbeitete zugleich für den Rundfunksender im amerikanischen Sektor (RIAS), bei dem er eine eigene Ratgeber- und Reportagensendung erhielt. Die Machtübernahme kommunistischer Funktionäre im Ostsektor der Stadt empfand er als eine zweite Gleichschaltung. So schränkte z. B. die FDJ seine wissenschaftliche Arbeit zunehmend ein. 1948 berichtete er kritisch von der kommunistischen Einflussnahme auf die Universität Unter den Linden, woraufhin die „SED-Verwaltungsdirektorin“ Anna von Pritzbuer ihm während der Reportage das Mikrofonkabel durchtrennte. Nachdem er wegen seiner Reportertätigkeit verbal und körperlich bedroht worden war, brach er das Studium im Ostteil Berlins ab. In West-Berlin wurde er einer der studentischen Mitbegründer der Freien Universität Berlin. Ab 1951 war er stellvertretender Programmdirektor des RIAS und des SFB. Fünf Jahre lang arbeitete er bei der Organisation für wirtschaftliche Zusammenarbeit und Entwicklung (OECD) in Paris. 1963 kam er, zunächst als Redaktionsleiter in Brüssel, zum ZDF.
Zu seiner Tätigkeit beim RIAS schrieb Löwenthal in seinen Memoiren, er habe „Propaganda betrieben, deren Ziel es zumindest phasenweise gewesen sei, die DDR zu destabilisieren“.

### Journalist in Mainz und Leitung des ZDF-Magazins
1968 übertrug ihm der Fernsehrat einstimmig die Leitung des ZDF-Magazins, das er vom 8. Januar 1969 bis zum 23. Dezember 1987 moderierte. Hier vertrat er, wie schon zuvor beim RIAS, entschieden antikommunistische Positionen. Im Zuge der aufkommenden Außerparlamentarischen Opposition (APO) und Willy Brandts neuer Ostpolitik entfernte er sich innerlich von der SPD. Zusammen mit dem ZDF-Intendanten Karl Holzamer gehörte er 1970 zu den Mitbegründern des Bundes Freiheit der Wissenschaft.
Im Jahr 1970 konfrontierte Löwenthal in einem Magazinbeitrag Henri Nannen, den Chef des linksliberalen Stern, mit dem Vorwurf, einen „Nazi-Kriegsverbrecher“ zu beschäftigen, der im Zweiten Weltkrieg Ortskommandant einer italienischen Stadt war, und deutete an, auch Nannen selbst sei in diese Verbrechen verstrickt gewesen. Gemeint war der frühere SS-Obersturmführer Hans Weidemann, Chef einer Frontpropaganda-Einheit der Waffen-SS und seinerzeit Nannens Vorgesetzter. Erst nach einem Gerichtsverfahren und intensiven Recherchen des Stern, die zeigten, dass weder Weidemann noch Nannen direkt in Nazi-Verbrechen verstrickt gewesen waren, nahm das ZDF seine Vorwürfe zurück.
In Löwenthals TV-Beiträgen ging es vor allem um Menschenrechtsverletzungen in der DDR. Viele Beiträge befassten sich mit den harten Verfolgungsmaßnahmen des SED-Regimes gegen Ausreiseantragsteller, politische Gegner und Dissidenten sowie mit den harten Haftbedingungen für politische Häftlinge in der DDR. Die Berichterstattung über innenpolitische Themen der Bundesrepublik wandte sich meist gegen die regierende SPD-FDP-Koalition. Löwenthal nahm deren Ostpolitik, die er als „Wandel durch Anbiederung“ bezeichnete, sowie Linke und Linksliberale ins Visier. APO-Studenten sah er als „marxistische Wirrköpfe, die einem neuen Totalitarismus (und Terrorismus) den Boden bereiten“. Seine Vorträge an Universitäten wurden von Störmanövern und tätlichen Angriffen begleitet.

### Politik
Löwenthal betätigte sich auch politisch. In den 1970er Jahren engagierte er sich für den Bund Freies Deutschland, eine Berliner Regionalpartei, die sich gegen die sozialliberale Ostpolitik und kommunistische Unterwanderungsversuche wandte. Von 1977 bis 1994 war er Vorsitzender der konservativen Deutschland-Stiftung. Seinen Vorsitz legte er u. a. wegen deren Verbindungen zum Bund freier Bürger, dem eine Nähe zur FPÖ nachgesagt wurde, nieder. In den 1980er Jahren war er Kurator der Konservativen Aktion, die aus der Bürgeraktion Demokraten für Strauß hervorgegangen war und Kampagnen gegen die sogenannten „nützlichen Idioten Moskaus“ durchführte; 1982 organisierte sie beispielsweise eine pro-amerikanische Veranstaltung anlässlich des Besuchs von US-Präsidenten Ronald Reagan. 1986 wurde Löwenthal stellvertretender Vorsitzender des Vereins, dessen Mitglieder zu diesem Zeitpunkt bereits tief zerstritten waren und der sich 1989 auflöste. Im Februar 1979 unternahm er mit Lothar Bossle, Heinrich Hellwege, Franz Meyers und Paul Wilhelm Wenger den erfolglosen Versuch, eine konservative Sammlungsbewegung unter dem Titel „Liberal-Konservative Aktion“ zu gründen.
In der Wendezeit beteiligte sich Löwenthal am Aufbau der Deutschen Sozialen Union (DSU) in Leipzig. Unter anderem schrieb er große Teile der Programmatik für den anstehenden Wahlkampf für den ersten gesamtdeutschen Bundestag, für den er als Direktkandidat der DSU im Wahlkreis Nr. 254 (Berlin-Kreuzberg - Schöneberg) antrat. Nebenher beriet er den DSU-Vorstand bei den Vertragsverhandlungen mit der CDU im Vorfeld der Begründung der später siegreichen Allianz für Deutschland. Er vertrat damals den Standpunkt, in Deutschlands Mitte und Osten müsse eine konservative Regionalpartei nach dem Vorbild der CSU entstehen. Nach dem überragenden Sieg der Allianz veranlasste Helmut Kohl die CSU jedoch zum Abbruch ihres Engagements für die DSU.
Löwenthal war außerdem Kurator des Instituts für Konservative Bildung und Forschung (IKBF). Er war Mitglied der Internationalen Gesellschaft für Menschenrechte, die sich primär gegen Menschenrechtsverletzungen in kommunistischen Ländern einsetzte. 1993 stand er dem Kongress „Mut zur Ethik“ als Ehrenvorsitzender vor. Der Kongress wurde vom Verein zur Förderung der Psychologischen Menschenkenntnis (VPM) organisiert.
Mit Caspar von Schrenck-Notzing, Lothar Groppe, Christa Meves und Hans Graf Huyn organisierte er das „Konservative Büro“ in Bielefeld. Löwenthal, der mit der CSU sympathisierte, sah sich selbst als „Mann der Mitte“. Er beklagte eine zunehmende Verschiebung der Gesellschaft hin zu linken Positionen.

## Rezeption
In der Bundesrepublik Deutschland wurde er von seinen politischen Widersachern als Gegner der Entspannungspolitik kritisiert. In der DDR wurde das Ministerium für Staatssicherheit (Stasi) gegen ihn aktiv. Seine Stasi-Akte füllte 25 Aktenordner, von denen 16 erhalten sind. Der Einsatz von gefälschten Dokumenten über eine angebliche Zusammenarbeit Löwenthals mit der Gestapo und von Briefbomben wurde in Betracht gezogen. Man setzte Spitzel im Westen gegen ihn ein. Ziel der Maßnahmen war einerseits, Löwenthal mit Desinformationen zu diskreditieren, andererseits, das von ihm initiierte Hilfs-Netzwerk Hilferufe von drüben für Ausreiseantragssteller und politische Häftlinge in der DDR auszuspionieren und zu behindern.
Vielfach wurde er von links als Inbegriff eines konservativ dominierten öffentlich-rechtlichen Rundfunks angeprangert. So widmete ihm beispielsweise die Rock-Kabarettgruppe Floh de Cologne 1972 das Lied Der Löwenthaler in Form einer Persiflage. Sein ZDF-Magazin wurde von der ostdeutschen Journalistin Kathrin Gerlof als westliches Gegenstück zu der Propagandasendung des DDR-Fernsehens, dem Schwarzen Kanal von und mit Karl-Eduard von Schnitzler, gesehen:

„Die verbissenen Fernseh-Agitatoren Löwenthal (‚ZDF-Magazin‘) und Schnitzler (‚Der schwarze Kanal‘) haben den Zuschauern in Ost und West jahrzehntelang die deutsche Klein-Klein-Variante des Kalten Kriegs in die Wohnzimmer getragen. Ein amüsanter Rückblick in die Steinzeit des Propagandafernsehens.“

Zu derartigen Vergleichen äußerte der Berlin-Korrespondent und spätere Intendant des Deutschlandfunks, Ernst Elitz, rückblickend:

„Voll daneben aber war die westliche Neigung, Gerhard Löwenthal und sein SED-kritisches ‚ZDF-Magazin‘ mit Schnitzlers Propagandashow gleichzusetzen. Beide waren Eiferer, aber Löwenthal deckte die Schicksale politisch Verfolgter auf und geißelte Sendung für Sendung die Todesschüsse. Schnitzler dagegen schmähte die Mauer-Opfer mit dem zynischen Spruch: ‚Soll man doch von der Staatsgrenze wegbleiben‘ – dann ‚erspart man sich Blut und Geschrei‘. Löwenthal war Humanist, Schnitzler die Sprechpuppe der Diktatur. Beide gegeneinander aufzurechnen, war ein Akt moralischer Blindheit.“

Westliche Geheimdienste vermuteten, Löwenthal sei durch RAF-Terroristen extrem bedroht, und veranlassten nach der Schleyer-Entführung bis über das Ende seiner Sendung 1987 hinaus Personenschutz.
Wie der Historiker Andreas Kahrs von der Humboldt-Universität im Frühjahr 2019 nachweisen konnte, sprach Löwenthal im Jahr 1984 zwei positiv berichtende Reportagen zum Thema Südafrika mit dem Apartheids-Regime Südafrikas vorher inhaltlich ab, worüber im von Kahrs untersuchten Material eine ganze Geheimakte vorhanden ist.
Der Karikaturist Klaus Staeck widmete Löwenthal 1971 die Grafik Achtung! – Bedienungsanleitung beachten. Abschalten, wenn dieses Bild erscheint, die als Poster und als Postkarte erschien.
Löwenthal stand dem „Freundeskreis Colonia Dignidad“ des Waffenhändlers und ehemaligen Offiziers der Waffen-SS Gerhard Mertins nahe, einer Organisation von Unterstützern der Sektensiedlung Colonia Dignidad, in der Folter und sexueller Missbrauch von Kindern praktiziert wurden.

## Auszeichnungen und Gedenken
Löwenthal wurde in den 1950er Jahren mit dem Europäischen Literaturpreis Cortina Ulisse, 1969 mit der Silbermedaille der Europäischen Gemeinschaft, 1975 dem Konrad-Adenauer-Preis der Deutschland-Stiftung für Publizistik, 1978 mit der Goldenen Kamera für die Reihe Hilferufe von drüben im ZDF-Magazin, 1979 mit dem Bundesverdienstkreuz und 1983 mit dem Bayerischen Verdienstorden ausgezeichnet.
Im Jahre 2004 wurde in Eisenach die Gerhard-Löwenthal-Gesellschaft gegründet, die allerdings seitdem nicht in Erscheinung getreten ist. Ingeborg Löwenthal, die Zeitung Junge Freiheit und die Förderstiftung Konservative Bildung und Forschung (FKBF) vergeben seit 2004 den Gerhard-Löwenthal-Preis für Publikationen, um an das politische und publizistische Vermächtnis Löwenthals zu erinnern.
Peter Scholl-Latour, einer der Preisträger 2008, würdigte Löwenthal als einen

„Mann, der unter den Nazis nun wirklich nicht dazu ermutigt worden ist, für sein Vaterland einzutreten, es dann mit einer Verve und einem Nachdruck getan hat, wie es manche andere, deren natürliche Pflicht es gewesen wäre, nicht getan haben.“

## Privates
Gerhard Löwenthal war seit 1950 mit der Ärztin Ingeborg Löwenthal geb. Lemmer (1925–2019) verheiratet, der Tochter des CDU-Politikers und Bundesministers für gesamtdeutsche Fragen Ernst Lemmer. Von 1967 bis zu seinem Tod, zwei Tage vor seinem 80. Geburtstag, im Jahr 2002 lebte er in Wiesbaden. Aus der Ehe gingen zwei Kinder hervor. Löwenthal wurde auf dem Jüdischen Friedhof Heerstraße im Berliner Bezirk Charlottenburg-Wilmersdorf beigesetzt.

## Schriften
- Ich bin geblieben. Erinnerungen. Herbig Verlag, München 1987, ISBN 978-3-7766-1486-2.
- Reden wir morgen in Sprechblasen? Auf dem Weg zu einer neuen Medienlandschaft. HwK Koblenz, Koblenz 1985, ISBN 3-924871-04-3.
- Hilferufe von drüben. Eine Dokumentation wider das Vergessen. Hänssler, Holzgerlingen 2002, ISBN 3-7751-3807-2 (mit Helmut Kamphausen, Claus P. Clausen).
- Wir werden durch Atome leben. Blanvalet, Berlin 1956 (mit Josef Hausen).
- Die ungarische Revolution. Ein Weissbuch. Die Geschichte des Oktober-Aufstandes nach Dokumenten, Meldungen, Augenzeugenberichten und das Echo der Weltöffentlichkeit. Colloquium Verlag, Berlin 1957 (mit Melvin J. Lasky, Karl Jaspers).